# Kanton Grancey-le-Château-Neuvelle
Der Kanton Grancey-le-Château-Neuvelle war bis 2015 ein französischer Wahlkreis im Arrondissement Dijon, im Département Côte-d’Or und in der Region Burgund; sein Hauptort war Grancey-le-Château-Neuvelle.

## Geografie
Der Kanton Grancey-le-Château-Neuvelle war 170,03 km² groß und hatte 1073 Einwohner (Stand: 1999).

## Gemeinden
Der Kanton bestand aus zehn Gemeinden:
| Gemeinde                    | Einwohner | Code Postal | Code Insee |
| --------------------------- | --------- | ----------- | ---------- |
| Avot                        | 141       | 21580       | 21041      |
| Barjon                      | 37        | 21580       | 21049      |
| Busserotte-et-Montenaille   | 30        | 21580       | 21118      |
| Bussières                   | 47        | 21580       | 21119      |
| Courlon                     | 50        | 21580       | 21207      |
| Cussey-les-Forges           | 115       | 21580       | 21220      |
| Fraignot-et-Vesvrotte       | 78        | 21580       | 21283      |
| Grancey-le-Château-Neuvelle | 292       | 21580       | 21304      |
| Le Meix                     | 51        | 21580       | 21400      |
| Salives                     | 232       | 21580       | 21579      |